# Liste der Nummer-eins-Hits in Deutschland (1968)
Diese Liste enthält alle Nummer-eins-Hits in Deutschland im Jahr 1968. Es gab in diesem Jahr 14 Nummer-eins-Singles, zwei mehr als im Jahr 1966, das bis dahin den Rekord mit den meisten Nummer-eins-Hits hielt. Außerdem waren die Bee Gees die ersten Künstler, die es schafften innerhalb eines Kalenderjahres drei verschiedene Nr.1-Hits zu landen.
In den Album-Charts gab es fünf Nummer-eins-Alben.
| Singles | Alben |
| --- | --- |
| - Bee Gees: Massachusetts - 1½ Monate (1. Dezember 1967 – 14. Januar 1968) - Peter Alexander: Der letzte Walzer - ½ Monat (15. Januar – 31. Januar) - The Beatles: Hello, Goodbye - ½ Monat (1. Februar – 14. Februar) - Bee Gees: World - ½ Monat (15. Februar – 29. Februar) - John Fred & His Playboy Band: Judy in Disguise (With Glasses) - 1 Monat (1. März – 31. März) - Manfred Mann: Mighty Quinn - ½ Monat (1. April – 14. April) - Bee Gees: Words - ½ Monat (15. April – 30. April) - Tom Jones: Delilah - 3 Monate (1. Mai – 31. Juli) - The Rolling Stones: Jumpin’ Jack Flash - ½ Monat (1. August – 14. August) - Heintje: Du sollst nicht weinen - ½ Monat (15. August – 31. August) - Tom Jones: Help Yourself - 1 Monat (1. September – 30. September, insgesamt 1½ Monate) - The Beatles: Hey Jude - ½ Monat (1. Oktober – 14. Oktober) - Tom Jones: Help Yourself - ½ Monat (15. Oktober – 31. Oktober, insgesamt 1½ Monate) - Heintje: Heidschi Bumbeidschi - 1 Monat (1. November – 30. November, insgesamt 2 Monate) - Mary Hopkin: Those Were the Days - ½ Monat (1. Dezember – 14. Dezember) - Heintje: Heidschi Bumbeidschi - 1 Monat (15. Dezember 1968 – 14. Januar 1969, insgesamt 2 Monate) | - Esther & Abi Ofarim – 2 in 3 - 3 Monate (15. November 1967 – 14. Februar 1968) - Peter Alexander – Schlager Rendezvous 1 - 1 Monat (15. Februar – 14. März) - Roy Black – Roy Black 2 - 1 Monat (15. März – 14. April) - Bee Gees – Horizontal - 2 Monate (15. April – 14. Juni) - Heintje – Heintje - 8 Monate (15. Juni 1968 – 14. Februar 1969, insgesamt 9 Monate; → 1969) |

## Jahreshitparade
1. Heintje: Mama
2. Heintje: Du sollst nicht weinen
3. Tom Jones: Delilah
4. Peter Alexander: Der letzte Walzer
5. Peter Alexander: Delilah
6. Tom Jones: Help Yourself
7. Udo Jürgens: Cotton Fields
8. Roy Black: Bleib bei mir
9. Dorthe: Sind Sie der Graf von Luxemburg?
10. Heintje: Heidschi Bumbeidschi